# Wasserlosen
Wasserlosen é um município da Alemanha, situado no distrito de Schweinfurt, no estado da Baviera. Tem 51,32 km² de área, e sua população em 2019 foi estimada em 3.363 habitantes.